# Carl Baland
Carl Friederich Wilhelm Heinrich Baland (født 23. august 1822 i København, død 18. april 1864 ved Dybbøl) var en dansk officer.
Han var en søn af oberstløjtnant Albert Carl Friederich Benedictus Baland og Caroline Christine Helena født van Helsdingen. Efter at have gennemgået Landkadetakademiet blev han officer med anciennitet fra 1840 og ansattes ved Kronens Regiment, senere 5. Linjebataljon, hvormed han i 1848 rykkede ud i felten og deltog i kampen ved Bov, slaget ved Slesvig og fægtningerne i Sundeved. Forfremmet til premierløjtnant samme år blev han ansat ved 1. Forstærkningsbataljon og deltog med denne afdeling til dels som kompagnichef i kampene ved Kolding og Gudsø og slaget ved Fredericia, hvorefter han erholdt Ridderkorset. Han blev dernæst om efteråret ansat som skoleofficer ved Landkadetakademiet, hvorfra han i august 1850 afgik til 3. Forstærkningsbataljon, idet han kort efter forfremmedes til kaptajn. Under krigen 1864 var han ansat først ved 20., senere ved 22. Regiment, og Ifølge dagsbefaling af 14. april 1864 blev han midlertidig chef for 22. regiments 1. bataljon. Baland faldt 18. april 1864 under bombardementet på Dybbølstillingen, kort forinden stormen, da en granat slog ned bag jordvolden. 
Han blev gift 7. november 1851 i Vejlby Kirke med Rasmine Cronberg (6. april 1823  på Røjle-Tårup Skole - 27. februar 1894 i København), datter af skolelærer Johan Henrik Cronberg, ejer af Virkelyst ved Strib. 9. maj 1864 fik hans enke "tillagt Rang med Majors Enker", og 12. maj fik hun "som Majorinde sin Pension forhøjet".
Han er begravet på Garnisons Kirkegård.